# Androniscus dentiger
Androniscus dentiger är en kräftdjursart som beskrevs av Karl Wilhelm Verhoeff 1908. Androniscus dentiger ingår i släktet Androniscus och familjen Trichoniscidae. Arten är reproducerande i Sverige.

## Underarter
Arten delas in i följande underarter:
- A. d. caecus
- A. d. ligulifer
- A. d. dentiger
- A. d. calcivagus
- A. d. africanus
- A. d. croaticus

## Bildgalleri

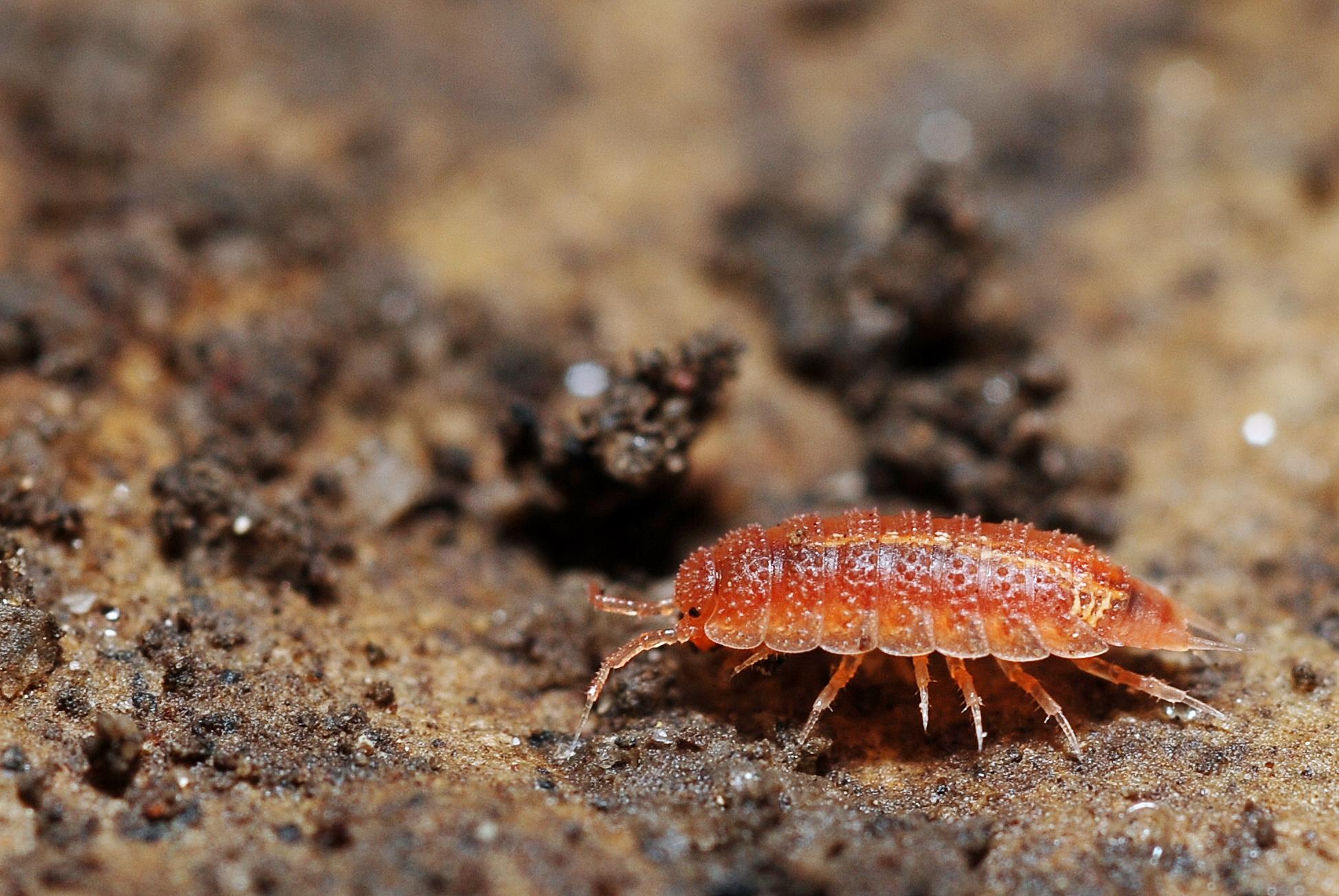